# Главный корабельный старшина
Гла́вный корабе́льный старшина́ — воинское звание в Военно-Морском Флоте ВС России, Береговой охране Пограничной службы ФСБ России и Морских частях Росгвардии. По рангу выше главного старшины и ниже мичмана.
В армии и авиации званию главный корабельный старшина соответствует звание старшина.
Звание главный корабельный старшина введено в ВМФ СССР 18 ноября 1971 года. До этого аналогичный статус с аналогичными знаками различия имело звание мичман.
| Младшее звание: Главный старшина | Главный корабельный старшина | Старшее звание: Мичман |